# Steinstraß (Rattenkirchen)
Steinstraß ist ein Ortsteil in der Gemeinde Rattenkirchen im oberbayerischen Landkreis Mühldorf am Inn.

## Lage
Die Einöde Steinstraß liegt unmittelbar nördlich der Bundesstraße B12 etwa 1,5 Kilometer südlich von Rattenkirchen und 2,75 Kilometer südlich der Bundesautobahn A 94, von deren Ausfahrt 17 (Heldenstein) sie auf einer 4,5 Kilometer langen Fahrt erreichbar ist.

## Bevölkerungsentwicklung
In Steinstraß gab es 1861 neun Einwohner sowie drei Gebäude. Im Mai 1987 gab es einen Einwohner in einem Wohngebäude.
| Jahr      | 1861 | 1871 | 1925 | 1950 | 1970 | 1987 |
| Einwohner | 6    | 13   | 4    | 2    | 2    | 1    |